# Red XIII
Red XIII (jap. レッドXIII Reddo Sātīn) – niehumanoidalna grywalna postać w jRPG pt. Final Fantasy VII. Wyglądem przypomina czerwonego lwa.

## Życiorys
Red XII urodził się w Cosmo Canyon jako Nanaki (jap. ナナキ). Wierzy, że jest ostatnim przedstawicielem swojej rasy. Jego rasa charakteryzuje się długą żywotnością, niezwykłą siłą oraz nadludzką percepcją, jak również czysto fizycznymi możliwościami: silnymi pazurami oraz kłami. Nanaki wierzy, że Seto, jego ojciec, był tchórzem, ponieważ zostawił syna wraz z matką, gdy ich rodzinny dom został zaatakowany przez plemię Gi. Red XIII wstydzi się swego ojca, gdyż jego rasa ze wszystkich cech najbardziej ceni sobie honor i odwagę.

### Before Crisis: Final Fantasy VII
Gdy Shinra przybyła do Cosmo Canyon, Nanaki został schwytany i przewieziony do kwatery głównej Shinra, gdzie Profesor Hojo nadał mu przydomek Red XIII (zapewne w nawiązaniu do umaszczenia oraz numeru porządkowego obiektu badań) podczas przeprowadzania na nim eksperymentów.

### Final Fantasy VII
Red XIII dołącza do grupy Clouda Strife'a podczas akcji ratunkowej Aeris Gainsborough w budynku Shinra. W późniejszym czasie gdy grupa dociera do Cosmo Canyon, spotykają starszyznę wioski w postaci jednego człowieka o imieniu Bugenhagen, do którego Red XIII zwraca się per "grandfather" (dziadku). Tutaj Red XIII dowiaduje się, że to co wiedział o swoim ojcu dziadka, nie było prawdą. W rzeczywistości Seto zginął, broniąc Cosmo Canyonu jak prawdziwy wojownik. Trafiony został zatrutymi strzałami, które zamieniły jego ciało w kamień. Kiedy Red XIII wraz z przyjaciółmi wychodzą w tajnego przejścia zamieszkanego przez duchy Gi, Bugenhagen wyjawia Redowi prawdę o jego ojcu, pokazując mu posąg, w który zamienił się Seto. Posąg Seto widząc swego syna, zaczyna ronić łzy. Red XIII przyłącza się do płaczu ojca i decyduje się wyruszyć na wyprawę z Cloudem i pozostałymi, by zostać tak wspaniałym wojownikiem, jak kiedyś jego ojciec.
Krótko przed zakończeniem gry gracz może powrócić do Cosmo Canyon, gdzie Bugenhagen dożył do wieku 130 lat. Przed śmiercią Bugenhagen sugeruje Redowi że najprawdopodobniej nie jest on ostatnim ze swojego gatunku. W epilogu gry gracz może zobaczyć Reda wraz z "kociętami" co potwierdza słowa Bugenhagena.

### Final Fantasy VII: Advent Children
Red w Advent Children pierwszy raz pojawia się w początkowej scenie, która jest przerenderowanym epilogiem Final Fantasy VII. Atakuje Bahamuta wraz z innymi członkami drużyny, a dosiada go Cait Sith (w grze zwykle na mechanicznym moogle'u).
Red XIII ma tylko jednolinijkową kwestię wymówioną w starym kościele po ostatecznej bitwie. W japońskiej wersji głosu użyczył mu Masachika Ichimura, a w angielskiej Liam O’Brien.

### Dirge of Cerberus: Final Fantasy VII
Red XIII pojawia się również i w tym projekcie.